# Яруллин, Султан Сунгатуллович
Султан Сунгатуллович Яруллин (25 июля 1914 года, Агайбашево — 13 марта 1998, Тетюши) — советский стрелок и тренер по стендовой стрельбе. Заслуженный тренер СССР. Почётный гражданин города Тетюши (2001, посмертно).

## Биография
Родился 25 июля 1914 года в деревне Агайбашево Лаишевского уезда Казанской губернии. В 1937 году окончил 1-е Ленинградское артиллерийское училище. Участник Великой Отечественной войны.
Уволившись в запас в звании подполковника, Султан Сунгатуллович с 1955 года работал тренером. При поддержке ДСО «Урожай» организовал в Тетюшах специализированную ДЮСШ по стендовой стрельбе, которую возглавлял с 1961 по 1986 год. В 1964 году выполнил норматив мастера спорта СССР.
Наиболее высоких результатов среди его воспитанников добились:
- Светлана Дёмина (Якимова) — серебряный призёр Олимпийских игр 2000 года, четырёхкратная чемпионка мира (1982, 1983, 1986, 1990)[6],
- Людмила Никандрова (Володина) — чемпионка Европы 1986 года[7].

Султан Сунгатуллович был женат на Лидии Филипповне Яруллиной (1928—2009).
Умер 13 марта 1998 года в Тетюшах.

## Память
В 2000 году именем Яруллина названа улица в Тетюшах.
В 2001 году Султану Сунгатулловичу посмертно было присвоено звание «Почётный гражданин города Тетюши».
Рядом с ДЮСШ, которая носит имя Яруллина, в 2004 году был установлен его бюст.
Ежегодно проводятся соревнования по стрельбе памяти Яруллина.

## Награды и звания
- Орден Ленина (1955).
- Орден Красного Знамени.
- Орден Отечественной войны I степени (1985).
- Орден Красной Звезды (дважды).
- Почётное звание «Заслуженный тренер РСФСР» (1974).
- Почётное звание «Заслуженный тренер СССР» (1988).
- Почётный гражданин города Тетюши (2001, посмертно).